# 南向店乡
南向店乡，是中华人民共和国河南省信阳市光山县下辖的一个乡镇级行政单位。

## 行政区划
南向店乡下辖以下地区：
中心社区、蔡冲村、长冲村、陈墩村、陈畈村、董湾村、何畈村、环山村、黄畈村、简榜村、金庄村、老虎山村、刘堂村、天灯村、王店村、五岳村、闵冲村和晏洼村。